# Székpatak
Székpatak (románul Secu) falu Romániában, Hargita megyében. Közigazgatásilag Maroshévízhez tartozik.

## Fekvése
A falu Maroshévíztől 13 km-re északkeletre, a Kelemen- és a Gyergyói-havasok közötti Szék-patak völgyében fekszik.